# Jo Ann Pflug
Jo Ann Pflug es una actriz de cine y televisión estadounidense retirada. 

## Primeros años y educación
Es hija de J. Lynn y Kelly Pflug. Se crio en Winter Park, Florida, donde su padre fue elegido alcalde en 1958 y se graduó de la Winter Park High School.
Pflug asistió a Rollins College en Winter Park, Florida[cita requerida] y luego se transfirió a la Universidad de Miami, donde recibió su licenciatura en radiodifusión y su especialización en historia estadounidense.

## Carrera
Mientras estaba en la Universidad de Miami, Pflug presentó un programa de radio semanal llamado "The Magic Carpet", donde ella era la narradora de historias. Después de eso, durante cuatro años presentó un programa semanal de entrevistas en vivo llamado Montage. Su experiencia en entrevistas la llevó a ser la primera mujer en tener un programa de entrevistas semanal en vivo en la televisión a fines de la década de 1960 en Los Ángeles en KHJ-TV, canal 9. Su primer crédito en pantalla fue en Cyborg 2087, estrenada en 1966. También fue la voz de Invisible Girl en la versión animada de 1967 de Los Cuatro Fantásticos .
El primer papel importante de Pflug fue como enfermera del ejército de EE. UU., la teniente Maria "Dish" Schneider, en la película M*A*S*H de 1970.  Ese mismo año protagonizó el episodio "To Carry the Sun in a Golden Cup" de Marcus Welby, MD, en el que interpretó a una enfermera enferma.
Apareció en Catlow (1971) con Yul Brynner, ¿Dónde duele? (1972), protagonizada por Peter Sellers, y como la teniente Katherine O'Hara en la serie de televisión spin-off de Operation Petticoat (1979).
Pflug coprotagonizó la película para televisión The Night Strangler (1973), una secuela de la The Night Stalker (1972) y precursora de la serie de televisión Kolchak: The Night Stalker (1974-75). Protagonizó la película Scream of the Wolf (1974) junto a Peter Graves y Clint Walker.
Además, fue un panelista frecuente en el programa de televisión Match Game desde 1973 hasta 1981, copresentadora con Allen Funt en la versión de 1970 de Candid Camera y un actor habitual en la serie de televisión The Fall Guy durante la temporada 1981-1982.
En 1984, fue la primera actriz en interpretar a Taylor Chapin en la telenovela Rituals. Hizo apariciones especiales en McCloud, The Love Boat, CHiPs, Los Dukes de Hazzard, One Day at a Time, Knight Rider, Love, American Style, Adam-12, Quincy, ME, Alias Smith and Jones, Los ángeles de Charlie y Los Colby.
Papeles posteriores incluyen la esposa de Boss Jack en Traveller (1997) y Cynthia Vaughn en Midnight in the Garden of Good and Evil (1997).
En 2011, entrevistó a Pat Boone, Shirley MacLaine y otras celebridades para The Jo Ann Pflug Show en Seaview Radio.

## Vida personal
Pflug se casó con el presentador de programas de entrevistas y juegos estadounidense Chuck Woolery en 1972 en la Knowles Memorial Chapel del Rollins College en Orlando, Florida. Tuvieron una hija, Melissa. La pareja se divorció en 1980.

## Filmografía
| Year | Title                                   | Role                   | Notes |
| ---- | --------------------------------------- | ---------------------- | ----- |
| 1966 | Cyborg 2087                             | Woman in Control Booth |       |
| 1970 | M*A*S*H                                 | Lt. 'Dish'             |       |
| 1971 | Catlow                                  | Christina              |       |
| 1972 | Where Does It Hurt?                     | Alice Gilligan         |       |
| 1973 | The Night Strangler                     | Louise Harper          |       |
| 1974 | Scream of the Wolf                      | Sandy Miller           |       |
| 1997 | Traveller                               | Boss Jack's Wife       |       |
| 1997 | Midnight in the Garden of Good and Evil | Cynthia Vaughn         |       |